# سینگی-دونگ
سینگی-دونگ (به لاتین: Singye-dong) یک منطقهٔ مسکونی در کره جنوبی است.